# Fuente del Maestre
Fuente del Maestre es un municipio y localidad española de la provincia de Badajoz, en la comunidad autónoma de Extremadura.

## Geografía
Integrado en la comarca de Zafra-Río Bodión, se sitúa a 65 kilómetros de la capital provincial. El término municipal está atravesado por la carretera N-432, entre los pK 61 y 67, además de por carreteras locales que permiten la comunicación con Feria, Villafranca de los Barros, Villalba de los Barros, Almendralejo y Aceuchal.  
En su término municipal se pueden distinguir dos zonas: la norte-este con suaves ondulaciones y suelo típico de la Tierra de Barros y la suroeste mucho más quebrada y con suelos más silíceos. El relieve es predominantemente llano, salvo al este y al sur, donde se encuentran pequeñas sierras. La altitud oscila entre los 657 metros al sureste (sierra de San Jorge) y los 290 metros al noroeste, a orillas del río Guadajira. Otras elevaciones destacables son sierra Rubio (574 metros), sierra de Cabrera (569 metros) y la Sierra del Águila (487 metros). El pueblo se alza a 440 metros sobre el nivel del mar.   
El municipio se encuentra bañado por el río Guadajira, que hace de límite con Feria, y sus afluentes (Pellejo, Pemuda, Hilos…) que con su erosión han modelado vaguadas que ondulan el terreno de la zona situada al oeste y noroeste del municipio. Todas las aguas de los arroyos y riveras que cruzan las tierras de Fuente del Maestre vierten sus aguas en este río, afluente del Guadiana, que tiene un buen tramo de su curso dentro de esta demarcación.
| Noroeste: Villalba de los Barros | Norte: Aceuchal y Almendralejo | Noreste: Villafranca de los Barros |
| Oeste: Feria                     |                                | Este: Villafranca de los Barros    |
| Suroeste: Zafra                  | Sur: Zafra                     | Sureste: Los Santos de Maimona     |

El clima es de tipo mediterráneo subtropical. La temperatura media anual es de 16,0 °C. Los inviernos suelen ser suaves, con una temperatura media de 8,29 °C, alcanzando las mínimas absolutas valores de -4,1 °C. El verano es seco y caluroso con una temperatura media estacional de 24,6 °C y unas máximas absolutas que alcanzan los 39,7 °C. La precipitación media anual es de 528,4 mm. La estación más lluviosa es el invierno (204,4 mm) y la más seca el verano (41,7 mm).
La flora y la fauna tienen una relativa importancia. A pesar de lo cultivado que está todo el término municipal, dehesas que conservan una vegetación silvestre de encinas y chaparros, matorral diversificado y algunos pequeños bosques de ribera compuestos por álamos, chopos y fresnos. Existen terrenos acotados donde predominan el conejo, la perdiz y la liebre, no son extraños los zorros, las cigüeñas, los milanos y los patos de rivera.

## Historia
Existen restos prehistóricos en diversos lugares del término municipal de Fuente del Maestre que atestiguan el poblamiento de la zona desde tiempos muy remotos. Según algunos autores, su fundación pudo tener lugar en el año 38 a. C., en tiempos del emperador Augusto. En 2017 se encontraron restos con la nueva preparación de la carretera que une Fuente del Maestre con Villafranca de los Barros, se halló una antigua fábrica de cerámicas, como jarrones y otros materiales, los investigadores creen que puede hallarse más restos en la Sierra de San Jorge, que está muy cerca de la localidad, le pusieron Castra Vinaria. Fue dominada por los musulmanes, que le dieron el nombre de Fuente Roniel. En esta época la población contó con una cerca defensiva de adobe.
Posteriormente, en el siglo XIII, fue conquistada por el rey Alfonso IX de León y pasó a la Orden de Santiago, bajo cuya jurisdicción permaneció hasta el siglo XIX, aunque existen evidencias de que la Orden del Temple estuvo también instalada en la población. Al Maestre Lorenzo Suárez de Figueroa se atribuye la denominación definitiva del lugar como Fuente del Maestre, así como el escudo de la población. Posiblemente en el siglo XIII se reconstruyó la muralla con cal y piedra, alguno de cuyos restos se conservan hoy día.
Durante la Edad Media albergó una significativa judería además de moriscos, perviviendo unos y otros hasta sus definitivas expulsiones. Como población importante que fue en la Edad Media, muy pronto debió concedérsele el rango de villa, con el que aparece en documentos del siglo XIV.

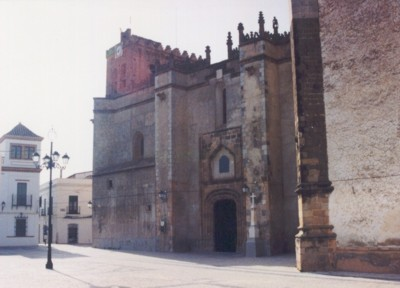
Vista de la parroquia

Durante el siglo XVI la población experimentó un inusitado auge económico y social, empezando la población a expandirse fuera del recinto amurallado. Así, Fuente del Maestre en 1594 formaba parte de la provincia León de la Orden de Santiago y contaba con 1074 vecinos pecheros.
En 1606 obtuvo de Felipe III el título de Villa exenta independiente del Partido de Llerena, con jurisdicción sobre las aldeas de Santiago de Magacela, Villagordo, San Jorge y Pedroche, alguna con su castillo, que se situaban en sus alrededores y hoy ya desaparecidas.
A la caída del Antiguo Régimen la localidad se constituye en municipio constitucional en la región de Extremadura. Desde 1834 quedó integrado en el Partido judicial de Zafra. En el censo de 1842 contaba con 1420 hogares y 4580 vecinos. Perteneció a la diócesis del Priorato de San Marcos de León como arciprestazgo hasta 1873, año en que pasó a formar parte de la diócesis de Badajoz. En 1899, durante la regencia de Doña Mª Cristina, se le concedió a Fuente del Maestre el título de ciudad que actualmente ostenta.
Fuente del Maestre era Villa desde la época medieval y pasó a ser Ciudad el 6 de junio de 1899, día en que le concedió este título la Reina María Cristina, esposa de Alfonso XII y madre de Alfonso XIII durante la regencia de esta gracias a las gestiones que llevó a cabo el marqués de Vadillo en la Corte de la Reina Regente.
A principios de siglo I, la romanización es un hecho plenamente conocido y documentado. Varios grupos de población de tipo rural se distribuyen por lo que ahora es el término municipal de Fuente del Maestre y muchos perduraron hasta el siglo VII, como puede apreciarse a través de la cantidad de restos arqueológicos recogidos en plena superficie. En la época romana la población tuvo ya entidad propia con la posibilidad de que esta zona fuera la «Castra Vinaria» que mencionó Plinio el Viejo hace dos mil años.5 La implantación del Cristianismo en esta zona fue en una fase muy temprana, como se puede comprobar en la gran cantidad de restos arqueológicos en varias pequeñas Iglesias de épocas tardorromano e hispano-visigoda durante los siglos VI y VII procedentes de diversos lugares de esta zona. De la etapa romana procede el nombre «Fuente Roniel» y más adelante aparece como «Fuente del Maestre» en las crónicas medievales.6
Es probable que la muralla, de la que se conservan algunos trozos, sea del siglo XIII. La muralla tenía un foso perimetral que rodeaba la población, y el foso y la muralla hicieron del Fuente de Maestre medieval una de las más inexpugnables fortalezas de la Baja Extremadura. Esta muralla encierra lo que en la actualidad se considera «casco urbano antiguo», que es la parte central del casco urbano moderno. Durante toda la Edad Media y principios de la moderna, Fuente del Maestre fue núcleo importante, con una población bastante elevada para la época, que albergaba una cantidad significativa asentados en la judería además de un contingente pequeño de moriscos, perviviendo ambos en sus asentamientos hasta sus expulsiones definitivas entre el siglo XV y el XVII.
Como fue una población importante en la Edad Media, muy pronto se le concedió el rango de villa, tal y como aparece en documentos del siglo XIV. Las ordenanzas municipales más antiguas de las que hay noticia son las que concedió el Emperador Carlos V, en 1527, modificadas por Felipe II y Felipe VII, conservándose una copia hecha en el 1729 debido al estado tan deteriorado en que se encontraban los originales. Durante el siglo XVI la población experimentó auge económico coincidiendo con la colonización americana y el momento en que la población empieza a establecerse fuera del recinto amurallado, naciendo nuevos barrios extramuros. En el siglo XVII se estableció en Fuente la primera comunidad de frailes franciscanos y se fundó el «Convento de San Francisco» y la iglesia contigua de «Nuestra Señora de la Candelaria» en 1676.
En el siglo XVIII se construye el actual Ayuntamiento y se mejoran las iglesias con retablos barrocos y destaca el gran retablo de la Capilla Mayor de la «Iglesia Parroquial de la Candelaria», de la primera mitad del siglo XVIII.6

### SigloXX

#### Segunda República
El 1 de mayo de 1934 se celebró en la localidad el día del Trabajo con una comida campestre. A la caída de la tarde, los obreros se manifiestan por la población con banderas y coreando consignas, algo prohibido expresamente por el Gobierno Civil. La Guardia Civil y la policía municipal dispersan a los manifestantes. Se produjeron 3 víctimas mortales. El día 3 se verificaron los tres entierros. Los militantes socialistas y comunistas intentaron llevar los féretros a hombros hasta la plaza de la República, pero lo impidió la fuerza pública. El alcalde socialista y el secretario provincial del PSOE Narciso Vázquez contribuyeron a que los obreros depusieran su actitud. 

## Demografía
Fuente del Maestre cuenta con una población de 6567 habitantes (INE 2024).
| Gráfica de evolución demográfica de Fuente del Maestre entre 1842 y 2021 |
| |
| Población de derecho según los censos de población del INE. Población de hecho según los censos de población del INE.En estos censos se denominaba Fuente del Maestre o La Fuente: 1930, 1940, 1950, 1960 y 1970. |

## Economía
La tasa de actividad en 2005 es del 43%. En la distribución por sectores se aprecia un predominio del primario que acoge al 53% de la población, seguido del servicios 32%, industria 10% y construcción 5%.
Su economía se basa principalmente en la agricultura, en la que destacan el cultivo de la vid y el olivo, y en la ganadería. 
Actualmente se pretende instalar en las inmediaciones una refinería de petróleo, lo que ha levantado una fuerte polémica en la población y en la comarca, con defensores, que esperan puestos de trabajo, y detractores, que temen contaminación y desprestigio de la comarca. Finalmente, tras el cambio de gobierno de la Junta de Extremadura, siendo Monago presidente, al serle solicitada la derogación de la refinería los detractores han obtenido la victoria, la refinería nunca será construida.

Tiene grandes empresas como Alumasa (empresa dedicada a la producción de aluminios), y una bodega llamada López Morenas, para la producción de vinos y zumos. Estas empresas le han dado muchísima vida a este pueblo.

## Cultura

### Patrimonio
Parroquia de Nuestra Señora de la Candelaria
Es, junto con el Ayuntamiento de la plaza, la iglesia parroquial de la Candelaria, la obra artística más importante de la localidad. Se edificó en el siglo XVI sobre otra iglesia anterior con la advocación de «Santa María la Mayor», en estilo tardo gótico y las portadas y otras dependencias de estilo renacentista. La planta es de cruz latina, diferenciándose tres zonas bien caracterizadas: «la cabecera» de gran desarrollo, «la nave» de menor altura y torre de estilo mudéjar. Las dos primeras, con bóvedas de crucería y fueron realizadas por Juan de Maeda. La torre es de ladrillo rematada con almenas. Las portadas laterales y la interior de la sacristía, del cantero Juan de las Liebes, son de gran atractivo por su preciosista estilo plateresco. El letrero grabado en piedra con la palabra "acabóse" del se puso en 1593 tiene en una inscripción de la capilla de Santiago.
En el interior destaca el retablo mayor, enorme pieza de principios del siglo XVIII atribuida a Antonio Clemente y Sebastián Jiménez. Tiene retablos laterales, orfebrerías, pinturas y otras piezas de gran valor que otorgan la dimensión artística de esta iglesia. El órgano requiere una especial atención junto a la tribuna de madera que lo soporta. El órgano fue fabricado en 1807 por Manuel Risueño y ha sido restaurado recientemente. La parroquia está declarada «Monumento Histórico Artístico por la Junta de Extremadura».
Palacio del Gran Maestre
Este edificio consta de dos plantas predominando en su construcción el estilo mudéjar. Su distribución se organiza en torno a un patio con galería porticada de doble arcada en ladrillo visto. Las ventanas que dan a la plaza son geminadas y enmarcadas en alfiz. Fue residencia temporal del Gran Maestre de la Orden de Santiago “D. Lorenzo Suárez de Figueroa”,
Su entrada principal original sirve como puerta trasera a la casa de un vecino de la población y el resto, tras ser el colegio franciscano “San Antonio”, se adquirió en 1982 a la Orden Franciscana.
Escudos
Los escudos que existen en la localidad se conservan aún sobre las fachadas de las casas que le pertenecen o pertenecieron. Hoy en día, los escudos que se ven adornando las fachadas son diecisiete, todos dentro de la antigua villa. Podemos encontrar estos escudos, situados en la calle San Pedro, la calle del Pozo, en la Plaza Gran Maestre, en la calle Espíritu Santo, calle Corredera, calle Tetuán, calle Barajas y por último, en la calle Puente Nuevo.
Según la descripción heráldica aprobada en 2006, el blasonamiento oficial del escudo es el siguiente:

Escudo de planta [sic], Cruz de Santiago, cantonada de cuatro veneras de gules.

Brochante sobre el todo, un escusón cortado. Primero, de plata, cruz flordelisada de gules, acompañada en jefe de dos estrellas de ocho puntas de azur.
Segundo, de gules, una fuente de plata y de azur, siniestrada de un león de oro. 

Al timbre, corona real abierta.
Acta aprobación del escudo de armas (28 de diciembre de 2006).

Fuente del Corro
Construida en mármol, conserva la misma configuración desde 1527, año en el que aparece mencionada en las Ordenanzas de Carlos V. De estilo renacentista, tiene planta cuadrada con tres escaleras por las que se accede a ella. En 1916 fue desmantelada y cubierta de tierra y una parte de sus mármoles fueron reutilizados para otras obras en la población. A pesar de que estaba tapada, los vecinos siguieron usando sus aguas. En 1921 se instaló una noria y posteriormente una bomba de agua que fue reemplazada por un depósito de ladrillos que se llenaba de agua de la red general para abastecer al pueblo. En 1983 este depósito fue destruido, ya que la población contaba con agua corriente en los domicilios. En 1989 se inaugura, tal y como la vemos hoy, tras su excavación y restauración.
Pilarito
Pilar circular de piedra. Se llenaba de agua para el uso de las caballerías. Se le conoce con el nombre de Pilarito. Para surtirse de las aguas sobrantes se construyó junto a él, en el año 1865, un lavadero público que hoy es inexistente. Se surtía de agua de un manantial de un pozo público que estaba en la calle Los Molinos y se conducían mediante cañerías invisibles a lo largo de toda la calle Arroyo hasta la plaza.
Muralla
Aunque Fuente del Maestre fue un recinto amurallado desde el siglo XIII, en la actualidad solo se conserva visible un lienzo de casi 200 m de longitud, en la calle Cava, construida en piedra con la técnica de soga y tizón. Según los expertos se supone que en su día tuvo que tener unos 10 m de altura y unas 15 ha. de superficie. Hay documentación que señala que existieron cuatro puertas de acceso y posiblemente algún postigo. Se cree que estaba rodeada por un foso profundo y en pendiente por todo su perímetro. Esto hizo de Fuente del Maestre una de las más destacadas fortalezas de toda la Baja Extremadura en la Edad Media. Esta muralla delimitaba el casco urbano de la localidad. Fue restaurada en 1997.
Mosaico Plaza de España
Resulta muy interesante desde el punto de vista artístico el mosaico que ocupa todo el suelo de la plaza de España, entre la Iglesia Parroquial y el Ayuntamiento.
Presenta una decoración central que es el escudo del municipio. Todo el pavimento se decora en los márgenes por una orla de dos líneas paralelas, que se entrecruza originando unos adornos característicos del estilo art-decó.

### Fiestas y eventos
En este municipio se celebra: la Semana Santa, Semana Cultural, Semana de la Juventud, Navidades, San Isidro y El cristo. Siendo estas dos últimas las más características del municipio. 
San Isidro
Nació hacia el año 1070 y murió en 1130. Su cuerpo, conservado incorrupto a través de los siglos, estuvo sepultado durante cuarenta años en el cementerio de San Andrés, de Madrid, y más tarde trasladado a la iglesia del mismo nombre. Es venerado en muchos lugares como patrón de los labradores.
Se celebra su festividad el día 15 de mayo. En Fuente del Maestre se celebra una romería en su honor que dura 3 días.
El lugar donde se celebraba era la Finca Municipal de los "Diez Ojos". Pero actualmente, se celebra en la Finca Municipal de “Molano”, donde se montan casetas y carpas.
En los últimos años se organizaba un camino que consistía en la peregrinación desde el Pilar de este pueblo hasta la ermita situada en la Finca Municipal de los “Diez Ojos”. Ahora, el camino se realiza desde el Pilar del pueblo hasta la Finca Municipal de “Molano”. En definitiva, 3 días en los que sus habitantes se vuelcan en esta celebración tan popular. 
Fiestas de Santiago
Fiesta religiosa popular de Fuente del Maestre, celebrada como honor a Santiago. Se celebra el 25 de julio y durante cuatro días los habitantes de la localidad van a visitar al santo a la iglesia de Santa Rita, en la cual se celebra una misa uno de los días.
Santísimo Cristo de las Misericordias
Son las más importantes celebradas en esta localidad, puesto que los fontaneses sienten gran devoción al Santísimo Cristo de las Misericordias. Se celebra el 14 de septiembre. 
En cuanto al origen de la imagen del Cristo de las Misericordias. La leyenda popular cuenta que habiendo un virtuoso matrimonio en esta villa, cuya casa estaba en la plaza. Un día siendo la oración de la noche, se presentaron en su puerta pidiendo hospitalidad dos rubios y hermosos mancebos, que por todo equipaje portaban un largo y estrecho cajón. Su piadosa caridad hizo a este matrimonio acogerlos. Pero cuál sería su sorpresa al levantarse por la mañana y encontrarse con que habían desaparecido dejando allí el cajón. Todas sus búsquedas fueron abandonadas, nadie los había visto. No obstante, esperaron muchos días creyendo que volverían a darse cuenta de su olvido. Todo fue inútil, y perdida ya la esperanza se decidieron a abrir el cajón encontrando en él la imagen del Santísimo Cristo de las Misericordias.

### Museos
Fuente del Maestre dispone de varios museos de diferentes tipos repartidos por la localidad.
Oratorio de San Pedro y San Pablo
Actualmente se conserva el oratorio de San Pedro y San Pablo en la calle San Pedro en la casa n.º 7, que es una fundación del siglo XVI. Esta capilla guarda un interesante retablo barroco de siglo XVIII y las imágenes de San Pedro que son dos bustos esculpidos en piedra, de trazos muy antiguos, que bien pudieran proceder de otro oratorio anterior, sino de los templarios.
Casa de Don Luis Zambrano
Museo José Gordillo Sánchez

### Personajes famosos
El marqués de Zalamea